# Metallochlora albolineata
Metallochlora albolineata là một loài bướm đêm trong họ Geometridae.